# Scolytocis samoensis
Scolytocis samoensis es una especie de coleóptero de la familia Ciidae que habita en Samoa.